# سوفی استاکی
سوفی استاکی (انگلیسی: Sophie Stuckey؛ زادهٔ ۱ مارس ۱۹۹۱) هنرپیشه اهل انگلستان است. وی از سال ۲۰۰۲ میلادی تاکنون مشغول فعالیت بوده‌است.
از فیلم‌ها یا برنامه‌های تلویزیونی که وی در آن نقش داشته‌است می‌توان به زن سیاه‌پوش، زندگی من در ویرانه‌ها و تاریکی اشاره کرد.